# Susanne Rutenkröger
Susanne Rutenkröger (geboren 1961 als Susanne Hagemann in Bünde) ist eine deutsche Politikerin (SPD). Sie ist seit 2020 hauptamtliche Bürgermeisterin der nordrhein-westfälischen Stadt Bünde.

## Leben
Ihr Urgroßvater war in den 1930er-Jahren Mitbegründer des Bünder SPD-Ortsverbands. Ihr Vater, Siegfried Hagemann, war von 1990 bis 1997 der letzte ehrenamtliche Bürgermeister von Bünde. Susanne Rutenkröger war seit 2013 Vorsitzende des SPD-Ortsverbands Bünde. Im SPD-Kreisverband Herford ist sie stellvertretende Kreisvorsitzende.
Susanne Rutenkröger besuchte das Bünder Gymnasium am Markt. Sie erlernte den Beruf einer Bankkauffrau und ist Staatlich geprüfte Betriebswirtin. Sie arbeitete für die Deutsche Bank in der Kundenberatung und der Baufinanzierung in Bünde und Herford.

## Bürgermeisteramt
Bei der Bürgermeisterwahl in Bünde am 13. September 2020 lag sie noch mit 36,98 Prozent der gültigen Stimmen an zweiter Stelle. In der Stichwahl am 27. September 2020 konnte sie sich mit 54,91 Prozent der gültigen Stimmen durchsetzen und wurde damit die Nachfolgerin von Wolfgang Koch (CDU).